# Curtia
Curtia é um género botânico pertencente à família Gentianaceae.

## Espécies
- Curtia conferta
- Curtia confusa
- Curtia diffusa
- Curtia gentianoides
- Curtia intermedia
- Curtia malmeana

1. ↑  «Curtia — World Flora Online». www.worldfloraonline.org. Consultado em 19 de agosto de 2020